# Никифорово (Донецкая область)
Никифорово (укр. Никифорове) — посёлок, входит в Снежнянский городской совет Донецкой области Украины. Находится под контролем самопровозглашённой Донецкой Народной Республики.

## География
К северу от посёлка проходит граница Донецкой и Луганской областей.

#### Соседние населённые пункты по странам света
СЗ: город Снежное, Залесное
З: Горняцкое (примыкает), Лиманчук, Первомайское
С: —
СВ: Лесное — в Луганской области
В: Передериево
ЮЗ: Бражино
ЮВ: Рассыпное, Зрубное
Ю: Латышево

## Население
Население по переписи 2001 года составляло 970 человек.

## Общая информация
Почтовый индекс — 86591. Телефонный код — 6256. Код КОАТУУ — 1414446800.

## Местный совет
86591, Донецкая обл., Снежнянский городской совет, пгт. Горняцкое, ул. Центральная, 1, 5-46-51